# Claus Müller-Gatermann
Claus Müller-Gatermann (11 de mayo de 1981) es un deportista alemán que compitió en remo como timonel. Ganó una medalla de oro en el Campeonato Mundial de Remo de 2002, en la prueba de dos con timonel.

## Palmarés internacional
| Campeonato Mundial | Campeonato Mundial | Campeonato Mundial | Campeonato Mundial |
| Año                | Lugar              | Medalla            | Prueba             |
| ------------------ | ------------------ | ------------------ | ------------------ |
| 2002               | Sevilla (España)   | Medalla de oro     | Dos con timonel    |